# مایکل کالور
مایکل کالور (انگلیسی: Michael Culver؛ زادهٔ ۱۶ ژوئن ۱۹۳۸) یک هنرپیشه اهل بریتانیا است. او فرزند هنرپیشهٔ بریتانیایی «رولاند کالور» است.
مایکل کالور کارش را در بازی در نمایشنامه‌هایی در سالن نمایش «اولد ویک» و «آکادمی موسیقی و هنرهای دراماتیک لندن» آغاز نمود و پس از آن در نمایشنامه‌های صحنه‌ای، مجموعه‌های تلویزیونی و فیلم‌های سینمایی متعددی هنرنمایی کرده‌است.

## گزیده فیلم‌شناسی

### سینما
- گذرگاهی به هند (۱۹۸۴)
- امپراتوری ضربه می‌زند (۱۹۸۰)
- خداحافظ آقای چیپس (۱۹۶۹)
- گلوله آتشین (۱۹۶۵)
- از روسیه همراه با عشق (۱۹۶۳)

### تلویزیون
- امپرسیونیست‌ها (۲۰۰۶)
- مأموران مخفی (۲۰۰۴)
- بازرس مورس (۱۹۹۳)
- زورو - سری جدید (۱۹۹۱)
- شرقیون (۱۹۸۹)
- هَنِی (حادثه‌جو) (۱۹۸۸)
- ترفند، طرح‌ریزی، رویارویی (۱۹۸۸)
- ماجراهای شرلوک هلمز (۱۹۸۶)
- خانم مارپل (۱۹۸۵)
- اسکادران (۱۹۸۲)
- سوئینی (۱۹۷۸)
- ارتش سری (۱۹۷۸-۱۹۷۷)
- کشتی جنگی (۱۹۷۷)
- اقناع (۱۹۷۱)
- انتقام‌جویان (۱۹۶۸)
- مگره (۱۹۶۲)